# Amaro Gomes Coutinho
Amaro Gomes Coutinho (Paraíba, c.1774 — Recife, 21 de agosto de 1817), foi um revolucionário brasileiro. Era coronel do regimento miliciano de brancos.

## Biografia
Era rico proprietário de terras, filho do coronel Amaro Gomes da Silva Coutinho e cunhado do também revolucionário e futuro senador do Império Estêvão José Carneiro da Cunha.
Foi o principal chefe da Revolução Pernambucana (1817) na Paraíba. Iniciou o levante em Itabaiana e logo ganhou a capital, a 16 de março.
Derrotado o movimento pelas tropas governistas, e após a rendição, foi detido e enforcado no Recife em 21 de agosto de 1817, juntamente com seus companheiros Francisco José da Silveira e José Peregrino Xavier de Carvalho, Posteriormente foram esquartejados, e os membros amputados foram distribuídos e expostos em pontos estratégicos em João Pessoa, onde ficaram expostos.